# Paris Comics Expo
Pour les articles homonymes, voir PCE.
Le Paris Comics Expo, ou PCE, est un festival de bande dessinée français centré sur les comics. Créé en 2012, il a lieu chaque année au Parc floral, dans le 12e arrondissement de Paris.